# Jakob Milovanovič
Jakob Milovanovič (ur. 18 marca 1984 w Kranju) – słoweński hokeista, reprezentant Słowenii. Uprawia także hokej na rolkach.

## Kariera
- Triglav Kranj (2000–2005)
  -  Triglav Kranj U20 (2002–2004)
- Diables Rouges de Briançon (2005–2009)
- Brûleurs de Loups de Grenoble (2009–2010)
- MsHK Žilina (2010–2011)
- SG Pontebba (2011–2012)
- Diables Rouges de Briançon (2012–2013)
- 1928 KTH Krynica (2013)
- Ciarko PBS Bank KH Sanok (2013–2014)
- Herning Blue Fox (2014)
- Brûleurs de Loups de Grenoble (2014)
- MsHK Žilina (2014–2015)
- HDD Jesenice (2015)
- Brûleurs de Loups de Grenoble (2015–2016)
- Lions de Lyon (2016–2017)

Wychowanek klubu Triglav Kranj w rodzinnym mieście. Grał w rodzimej lidze słoweńskiej, następnie francuskiej Ligue Magnus, słowackiej ekstralidze i włoskiej Serie A1. Od 2013 zawodnik drużyny 1928 KTH Krynica. 22 listopada 2013 rozwiązał kontrakt z klubem. 23 listopada 2013 został zawodnikiem drużyny z Sanoka. Pod koniec stycznia 2014 odszedł z klubu. Od 31 stycznia 2014 zawodnik duńskiego klubu Herning Blue Fox. Od września do października 2014 zawodnik Brûleurs de Loups z Grenoble w rozgrywkach Ligue Magnus. Od końca grudnia 2014 ponownie zawodnik MsHK Žilina. Od końca października 2015 zawodnik HDD Jesenice. Od listopada 2015 ponownie zawodnik Grenoble. Od czerwca 2016 do marca 2017 zawodnik Lions de Lyon.
Uczestniczył w turniejach mistrzostw świata w 2005, 2006, 2008 (Elita), 2009, 2010, 2016 (Dywizja I).

## Sukcesy
Reprezentacyjne
- Awans do Elity mistrzostw świata: 2009, 2016

Klubowe
- Srebrny medal mistrzostw Francji: 2008, 2009 z Briançon
- Puchar Francji: 2013 z Briançon
- Finał Pucharu Polski: 2013 z Sanokiem
- Srebrny medal mistrzostw Danii: 2014 z Herning Blue Fox